# Adam Gontier
Adam Wade Gontier (Ontario, 25 de mayo de 1978) es un músico y compositor canadiense, conocido principalmente por ser el vocalista, guitarrista rítmico y compositor de la banda  Three Days Grace. También es conocido por ser el vocalista, guitarrista rítmico y compositor de la banda Saint Asonia. Gontier también ha realizando colaboraciones musicales con Art of Dying, Apocalyptica, Breaking Benjamin, Skillet y Thousand Foot Krutch.
El 3 de octubre de 2024, tanto la banda como el propio Adam anunciaron en sus respectivas redes sociales el regreso de este último a  Three Days Grace dónde compartirá labores vocales con Matt Walst  así como la grabación de un próximo nuevo álbum.

## Biografía
Gontier nació el 25 de mayo de 1978 en Peterborough, Canadá. Entre las influencias musicales de Gontier se encuentran: Nirvana, Sunny Day Real Estate, Pearl Jam, Jeff Buckley y The Beatles.

Su interés por la guitarra comenzó con su primo y su padre, aunque también escuchaba todo tipo de música desde su juventud. Desde los 14 años quería tocar para la gente donde y como fuese. Inicialmente, cofundó una banda de Post-grunge llamada Groundswell, conformada por cinco componentes, entre ellos Neil Sanderson y Brad Walst (actualmente en Three Days Grace). Cuando finalmente se redujeron a tres miembros, adoptaron el actual nombre de la banda, Three Days Grace, el cual Brad oyó en la clase de economía. A los 17 años decidieron mudarse a Toronto para darse a conocer en la escena musical. Gontier siempre ha sido un prodigio cantando desde sus inicios en la música, prácticamente inculcado por sus padres.
En 2003 salió a la venta el primer disco de la banda que formó, titulado Three Days Grace, del cual se extrajeron tres sencillos, I Hate Everything About You, Just Like You y Home. El encargado para la producción del álbum fue Gavin Brown.
Una de las anécdotas de la producción del disco fue la que se cuenta en la canción Scared. Parece ser que en el estudio donde se encontraban grabando al principio, había algún ser paranormal, una niña que les provocaba terror, así que decidieron cambiar de estudio.
Adam Gontier, comentó lo siguiente en el website de Three Days Grace: 

"Mi madre es una artista, por lo que es realmente ella quien me introdujo a la música en directo. Me ponía a cantar con bandas de improvisación en bares cuando yo tenía 12 años. La escena musical de Seattle realmente  me inspiró, e inspiró las letras de mis canciones."

A comienzos de 2012, en las redes sociales surgió el rumor de que el grupo estaba planeando un nuevo disco. El rumor tomó forma de realidad a comienzos de junio, días antes del tránsito del planeta Venus, cuando en la página oficial del grupo apareció una nueva portada que tenía un tráiler sobre un nuevo álbum titulado Transit of Venus, que vería la luz el 2 de octubre de ese mismo año. Tras varios meses de diversos avances del álbum, un primer sencillo titulado Chalk Outline llegó el 14 de agosto, mientras que el álbum salió a la venta en la fecha prevista. Dicho álbum sería el último trabajo de Gontier con la banda.
El 9 de enero de 2013, se confirmó en el sitio oficial de la banda que Gontier abandonaría la banda.

## Vida personal
Gontier tiene una ahijada (llamada Roo) y un perro llamado Mabel, al que se refiere como su "primogénito". Se casó con su novia de la secundaria, Naomi Faith Brewer (nacida en 1977), en mayo de 2004, quien aparece en el video del sencillo Never Too Late de Three Days Grace. Su primo, Cale Gontier, es el bajista de la banda canadiense Art of Dying. En 2005, entró en rehabilitación por una adicción al oxicodona en el CAMH (Centro para la Adicción y Salud Mental) en Toronto. Permanece sobrio y tiene un documental sobre su adicción titulado Behind the Pain que fue lanzado en 2007. Gontier tiene una gran selección de tatuajes. En el antebrazo derecho, tiene una banda de color negro sólido y la letra de "Never Too Late" del álbum One-X, y en el brazo izquierdo, tiene un tatuaje con palabras especiales dedicadas a su abuela. También tiene dos tatuajes en su pecho. Tiene "Grace" tatuado en los nudillos de su mano derecha y "Hope" tatuado en los nudillos de la mano izquierda. En 2007, añadió un tribal a su brazo derecho. A su izquierda, parte superior del brazo tiene tatuado un retrato de su esposa y un tatuaje de una mariposa en la muñeca derecha. Adam Gontier y Naomi se divorciaron en el 2013, Adam anunció que estaba comprometido con Jeanie Marie en agosto del 2014, los cuales se casaron en marzo del 2015.

## Colaboraciones
Fuera de Three Days Grace y Saint Asonia, Gontier ha contribuido a varias canciones de otros álbumes:
- I Don't Care de Apocalyptica del álbum Worlds Collide.
- Raining de Art of Dying del álbum Vices And Virtues.
- En el 2006 Gontier fue miembro del supergrupo canadiense de rock Big Dirty Band con Geddy Lee, Alex Lifeson, Jeff Burrows, Ian Thornley y Care Failure.
- Contribuyó en coros en las canciones "Hurt" y "Go" de la banda canadiense Thousand Foot Krutch.
- Trabajó con Daughtry en su segundo álbum Leave This Town en la canción "Back Again" que fue lanzada como Bonus Track.
- Junto a Ben Burnley escribió una canción titulada "The End of the Day" (canción no publicada)
- Al igual con Ben Burnley colaboró con "Dance with the devil" del álbum Aurora de Breaking Benjamin
- Trabajo junto a la banda Skillet para la canción Finish Line de su nuevo álbum de Domination: Day of Destiny.
- Colaboro con Cevilain en el sencillo "Wars"
- Con su grupo actual Saint Asonia, colaboraron en la versión 2023 de Let The Sparks Fly de la banda Thousand Foot Krutch

## Carrera como solista
El 21 de diciembre de 2012, Gontier renunció a Three Days Grace después de tocar con ellos alrededor de 21 años. Three Days Grace anunció esto el 9 de enero de 2013 a través de su página oficial en Facebook. A su salida, ambas partes tomaron caminos separados. Como Three Days Grace continuó su gira, Gontier continuó haciendo shows y conciertos como solista. Adam ha publicado varias canciones tales como It's All In Your Hands, Take Me With You, Too Drunk to Drive, Until The End, No Regrets, A Beast In Me (Over and Over It Turns on Me) y We Will Never Forget. Gontier había realizado previamente canciones como solista como I Will Stay, Try to Catch Up With the World, y Lost Your Shot en 2011 y 2012. En enero de 2013, en una entrevista con Loudwire, Gontier dijo que estaba trabajando en un álbum como solista y sería lanzado este año.
El 7 de mayo se dio a conocer un tráiler de la nueva banda de Gontier llamada Saint Asonia, se anunció que se darían más detalles el 16 de mayo del año 2015. El 15 de mayo fue revelada la primera canción de Saint Asonia titulada "Better Place".

## Premios
Gontier ha ganado dos premios BMI Pop así como ''El Solista de rock del año" de la revista Billboard. Michael Bell le entregó el premio "Big Time", en los "Wire Awards 2012". El premio fue ganado por su compañero de icono canadiense, Ronnie Hawkins, quien a su vez, entregó el premio a Gontier. 